# 1. deild islandzka w piłce nożnej (2024)
1. deild 2024 (znana jako Lengjudeild karla ze względów sponsorskich) – 70. edycja 2 poziomu rozgrywek piłki nożnej na Islandii.
Brało w niej udział 12 drużyn, które w okresie od 1 maja do 14 września 2024 rozegrały 22 kolejki meczów. Sezon zakończył baraż o awans wygrany przez Afturelding. Bezpośrednią promocję uzyskał ÍBV.

## Drużyny
| Uczestnicy poprzedniej edycji                                                                                 | Uczestnicy poprzedniej edycji | Uczestnicy poprzedniej edycji | Uczestnicy poprzedniej edycji |
| --- | ----------------------------- | ----------------------------- | ----------------------------- |
| AFT | Afturelding                   | 2                             |                               |
| FJÖ | Fjölnir                       | 3                             |                               |
| LEI | Leiknir                       | 5                             |                               |
| GRI | Grindavík                     | 6                             |                               |
| ÞÓR | Þór Akureyri                  | 7                             |                               |
| ÞRR | Þróttur Reykjavík             | 8                             |                               |
| ÍG | Grótta                        | 9                             |                               |
| NJA | Njarðvík                      | 10                            |                               |
| Spadek z Besta deild karla                                                                                    |                               |                               |                               |
| ÍBV | ÍB Vestmannaeyja              | 11                            |                               |
| ÍBK | Keflavík                      | 12                            |                               |
| Awans z 2. deild karla                                                                                        |                               |                               |                               |
| DAL | Dalvík/Reynir                 | 1                             |                               |
| ÍRE | ÍR                            | 2                             |                               |
| Oznaczenia: - kolumna pierwsza – skróty nazw drużyn, - kolumna trzecia – miejsce zajęte w poprzednim sezonie. |                               |                               |                               |

## Tabela
| Lp. | Drużyna               | M  | Z  | R | P  | B+ | B- | +/– | Pkt | Awans, kwalifikacja lub spadek |
| --- | --------------------- | -- | -- | - | -- | -- | -- | --- | --- | ------------------------------ |
| 1   | ÍBV (M, A)            | 22 | 11 | 6 | 5  | 50 | 27 | +23 | 39  | awans do Besta deild karla     |
| 2   | Keflavík (B)          | 22 | 10 | 8 | 4  | 37 | 24 | +13 | 38  | baraż o Besta deild karla      |
| 3   | Fjölnir (B)           | 22 | 10 | 7 | 5  | 34 | 28 | +6  | 37  | baraż o Besta deild karla      |
| 4   | Afturelding (B, O, A) | 22 | 11 | 3 | 8  | 39 | 36 | +3  | 36  | baraż o Besta deild karla      |
| 5   | ÍR Reykjavík (B)      | 22 | 9  | 8 | 5  | 30 | 28 | +2  | 35  | baraż o Besta deild karla      |
| 6   | Njarðvík              | 22 | 8  | 9 | 5  | 34 | 29 | +5  | 33  |                                |
| 7   | Þróttur Reykjavík     | 22 | 8  | 6 | 8  | 37 | 31 | +6  | 30  |                                |
| 8   | Leiknir Reykjavík     | 22 | 8  | 4 | 10 | 33 | 34 | −1  | 28  |                                |
| 9   | Grindavík             | 22 | 6  | 8 | 8  | 40 | 46 | −6  | 26  |                                |
| 10  | Þór Akureyri          | 22 | 6  | 8 | 8  | 32 | 38 | −6  | 26  |                                |
| 11  | Grótta (S)            | 22 | 4  | 4 | 14 | 31 | 50 | −19 | 16  | spadek do 2. deild karla       |
| 12  | Dalvík/Reynir (S)     | 22 | 2  | 7 | 13 | 23 | 49 | −26 | 13  | spadek do 2. deild karla       |

## Wyniki
| Gospodarz \ Gość  | AFT | DAL | FJÖ | GRI | GRÓ | KEF | LER | NJA | ÍBV | ÍR  | ÞRÓ | ÞÓR |
| ----------------- | --- | --- | --- | --- | --- | --- | --- | --- | --- | --- | --- | --- |
| Afturelding       |     | 4–3 | 0–1 | 1–1 | 1–1 | 1–3 | 1–1 | 4–1 | 0–3 | 3–0 | 1–0 | 0–3 |
| Dalvík/Reynir     | 1–3 |     | 0–0 | 1–7 | 2–2 | 0–0 | 0–1 | 0–0 | 3–1 | 1–1 | 2–5 | 1–3 |
| Fjölnir           | 2–0 | 1–1 |     | 5–1 | 5–2 | 0–0 | 1–0 | 4–2 | 1–5 | 1–2 | 3–1 | 1–0 |
| Grindavík         | 0–3 | 3–1 | 2–3 |     | 2–2 | 2–2 | 3–3 | 2–2 | 3–1 | 1–1 | 2–2 | 3–0 |
| Grótta            | 1–4 | 2–3 | 2–1 | 3–1 |     | 1–0 | 4–3 | 2–3 | 0–3 | 1–3 | 1–1 | 1–2 |
| Keflavík          | 3–0 | 3–1 | 4–0 | 2–1 | 2–1 |     | 5–0 | 1–1 | 3–2 | 1–2 | 1–1 | 3–2 |
| Leiknir Reykjavík | 0–1 | 2–1 | 0–1 | 2–3 | 3–1 | 0–0 |     | 1–2 | 1–1 | 1–0 | 3–1 | 5–1 |
| Njarðvík          | 2–5 | 3–0 | 0–0 | 0–1 | 1–0 | 0–0 | 3–2 |     | 0–0 | 3–0 | 1–1 | 5–1 |
| ÍBV               | 2–3 | 1–0 | 2–2 | 6–0 | 2–1 | 5–0 | 1–0 | 2–1 |     | 2–2 | 4–2 | 1–1 |
| ÍR Reykjavík      | 3–0 | 1–1 | 3–1 | 3–0 | 2–1 | 0–1 | 1–0 | 1–1 | 2–2 |     | 1–0 | 1–1 |
| Þróttur Reykjavík | 1–2 | 4–1 | 0–0 | 1–0 | 3–1 | 3–2 | 2–3 | 0–1 | 2–1 | 5–0 |     | 1–1 |
| Þór Akureyri      | 4–2 | 2–0 | 1–1 | 2–2 | 3–1 | 1–1 | 1–2 | 2–2 | 0–3 | 1–1 | 0–1 |     |

## Baraż o Besta deild karla
Afturelding wygrał 1-0 baraż z Keflavík o miejsce w Besta deild karla na sezon 2025.
|  |          |             |          |             |          |   |   |       |          |       |
|  | Półfinał | Półfinał    | Półfinał | Półfinał    | Półfinał |   |   | Finał | Finał    | Finał |
|  | Półfinał | Półfinał    | Półfinał | Półfinał    | Półfinał |   |   | Finał | Finał    | Finał |
|  |          |             |          |             |          |   |   |       |          |       |
|  |          |             |          |             |          |   |   |       |          |       |
|  | 5        | ÍR          | 1        | 3           | 4        |   |   |       |          |       |
|  | 5        | ÍR          | 1        | 3           | 4        |   |   |       |          |       |
|  | 2        | Keflavík    | 4        | 2           | 6        |   |   |       |          |       |
|  | 2        | Keflavík    | 4        | 2           | 6        |   |   | 2     | Keflavík | 0     |
|  |          |             |          |             |          |   |   | 2     | Keflavík | 0     |
|  |          |             | 4        | Afturelding | 1        |   |   |       |          |       |
|  | 4        | Afturelding | 4        | Afturelding | 1        | 3 | 0 | 3     |          |       |
|  | 4        | Afturelding |          |             |          |   |   | 3     |          |       |
|  | 3        | Fjölnir     | 1        | 0           | 1        |   |   |       |          |       |
|  | 3        | Fjölnir     | 1        | 0           | 1        |   |   |       |          |       |
|  |          |             |          |             |          |   |   |       |          |       |

### Półfinał
| 18 września 2024 | ÍR                          | 1:4   | Keflavík                                                               |                                                                 |
| 18:45            | Hákon Dagur Matthíasson 44' | (1:3) | 11', 74' Kári Sigfússon · 24' Ásgeir Helgi Orrason · 27' Mihael Mladen | Gimli-völlurinn, Reykjavík Sędzia: Sigurdur Hjörtur Thrastarson |

| 22 września 2024 | Keflavík                              | 2:3   | ÍR                                                        |                                                       |
| 16:00            | Kári Sigfússon 45+1' · Sami Kamel 69' | (1:3) | 13', 16' Guðjón Máni Magnússon · 35' Bragi Karl Bjarkason | Keflavíkurvöllur, Keflavík Sędzia: Twana Khalid Ahmed |

| 19 września 2024 | Afturelding                                                                       | 3:1   | Fjölnir                      |                                                              |
| 21:15            | Aron Jóhannsson 1' · Elmar Kári Enesson Cogic 68' · Sigurpáll Melberg Pálsson 90' | (1:0) | 64' Daníel Ingvar Ingvarsson | Varmárvöllur, Mosfellsbær Sędzia: Þórður Þorsteinn Þórðarson |

| 23 września 2024 | Fjölnir | 0:0   | Afturelding |                                                                |
| 17:45            |         | (0:0) |             | Fjölnisvöllur, Reykjavík Sędzia: Vilhjálmur Alvar Thórarinsson |

### Finał
| 28 września 2024 | Keflavík | 0:1   | Afturelding                   |                                                                 |
| 16:00            |          | (0:0) | 78' Sigurpáll Melberg Pálsson | Laugardalsvöllur, Reykjavík Sędzia: Sigurdur HjörturThrastarson |

## Najlepsi strzelcy
| Bramki | Strzelcy                     | Drużyna     |
| ------ | ---------------------------- | ----------- |
| 14     | Oliver Heidarsson            | ÍBV         |
| 13     | Omar Sowe                    | Leiknir     |
| 12     | Mani Austmann Hilmarsson     | Fjölnir     |
| 11     | Dominik Radić                | Njarðvík    |
| 11     | Kári Kristjánsson            | Þróttur     |
| 10     | Bragi Karl Bjarkason         | ÍR          |
| 10     | Elmar Kari Enesson Cogic     | Afturelding |
| 10     | Dagur Ingi Hammer Gunnarsson | Grindavík   |
| 10     | Rafael Victor                | Þór         |

Źródło: 